# 广安 (大理)
广安（1077年—1080年）是大理国皇帝段连义的第二個年号，共计4年。
雲南文獻中大多無「廣安」年號。
起訖年，方詩銘、李崇智、段玉明、李家瑞、王雲、黃德榮皆作1077年－1080年。

## 年號及改元出處
- 倪輅《南詔野史》：「宋神宗熙寧八年（1075）立，改元上德。……宋神宗庚申元豐三年（1080），楊義貞弒而自立。」
- 胡蔚《增訂南詔野史》：「宋神宗乙卯熙寧八年（1075）即位。明年（1076），改元上德。遣使入貢於宋。熙寧十年（1077），又改元廣安。……神宗庚申元豐三年（1080），楊義貞殺廉義而自立。計義在位五年。」
- 王崧《雲南備徵志》：「宋神宗熙寧八年（1075）即位，改元上德。……在位六年，楊義貞弒之而自立。」
- 諸葛元聲《滇史》：「段氏十一世連義，宋神宗熙寧八年乙卯（1075）受禪，改元上德。……庚申（1080）改元廣安，為其臣楊義貞所弒，在位凡六年。」
- 李京《雲南志略》：「子廉義立，改元上德。在位七年，遇弒。」
- 楊慎《滇載記》：「連義以宋熙寧八年（1075）立，改元二，曰上德、廣安，為其臣楊義貞所殺。」
- 馮蘇《滇考》：「連義改元上德，時神宗熙寧八年（1075）也。……立六年，為其臣楊義貞所弒，時元豐三年（1080）也。」
- 《白古通記淺述》：「子廉義立，在位六年。」

## 紀年對照表
| 广安 | 元年   | 二年   | 三年   | 四年   |
| ---- | ------ | ------ | ------ | ------ |
| 公元 | 1077年 | 1078年 | 1079年 | 1080年 |
| 干支 | 丁巳   | 戊午   | 己未   | 庚申   |

## 同期存在的其他政权年号
- 其他时期使用的广安之年号
- 中國
  - 熙寧（1068年－1077年）：宋－宋神宗趙曙之年號
  - 元豐（1078年－1085年）：宋－宋神宗趙曙之年號
  - 大康（1075年－1084年）：遼－遼道宗耶律洪基之年號
  - 大安（1075年－1085年）：西夏－夏惠宗李秉常之年號
- 越南
  - 英武昭勝（1076年－1084年）：李朝－李乾德之年號
- 日本
  - 承保（1074年－1077年）：白河天皇之年号
  - 承曆（1077年－1081）：白河天皇之年号